# Wetumpka (krater)
Wetumpka – krater uderzeniowy w stanie Alabama w USA. Skały krateru są widoczne na powierzchni ziemi.
Krater ma 6,5 km średnicy, powstał 81 mln lat temu (kreda późna). Utworzył go upadek małej planetoidy, która uderzyła w skały osadowe pokrywające podłoże krystaliczne. Krater Wetumpka powstał w płytkim morzu, które wówczas zalewało ten obszar. O uderzeniowym pochodzeniu tej struktury świadczą planarne struktury deformacyjne w ziarnach kwarcu, wskazuje też na to jej morfologia, obecność brekcji impaktowej i podwyższona (w stosunku do otoczenia) zawartość rzadkich pierwiastków takich jak iryd.